# Ellenbach (Effelder)
Der Ellenbach, auch Ellernbach genannt, im thüringischen Landkreis Sonneberg ist ein 1,2 km langer, östlicher und orographisch linker Zufluss der Effelder auf dem Schalkauer Plateau.

## Verlauf
Der Ellenbach entspringt im Gemeindegebiet von Frankenblick 1,1 km nordnordöstlich vom Dorf Rückerswind in der Säupfitsch. Er durchfließt das Ellernbachtal und die Hirschstell, wobei er sechs Teichanlagen passiert. Der Bach mündet in der Flur Kalter Hof 800 m unterhalb von Döhlau in den Itz-Zufluss Effelder.